# أتيلا هورفاث (لاعب كرة قدم)
أتيلا هورفاث (بالمجرية: Horváth Attila)‏ (30 ديسمبر 1988 في المجر - ) هو لاعب كرة قدم مجري في مركز الوسط. لعب مع FC Ajka ‏ ونادي سيوفوك ‏.

## وصلات خارجية
- أتيلا هورفاث (لاعب كرة قدم) على موقع قاعدة بيانات كرة القدم.إي يو (الإنجليزية)